# Dispilio

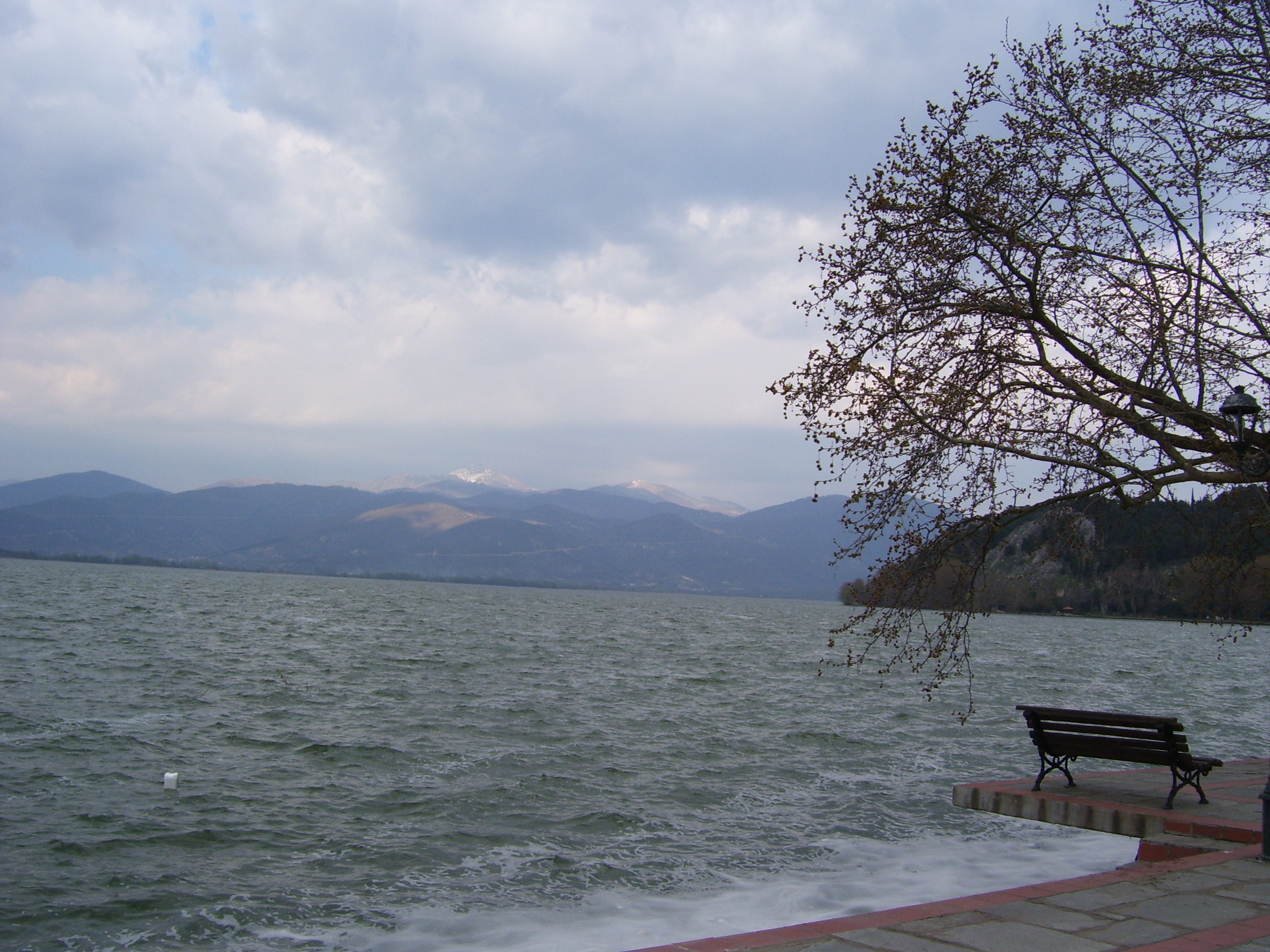
Jezero Orestiada.

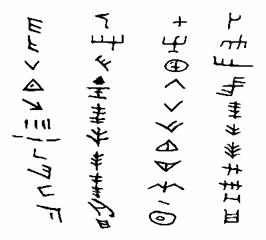
Znaky, které George Hourmouziadis získal ze změti zářezů v tabulce.

Dispilio (řecky Δισπηλιό, bulharsky Дупяк, Dupjak) je archeologické naleziště pozůstatků neolitického osídlení na břehu jezera na umělém ostrově u současné vesnice Dispilio u tohoto jezera v Kastorii v řecké Makedonii.
Jezerní sídliště se objevilo roku 1932 během suché zimy, která způsobila pokles hladiny a odhalila stopy osídlení. Předběžný průzkum v roce 1935 provedl Antonios Keramopoulos. Vykopávky od roku 1992 vedl George Hourmouziadis, profesor pravěké archeologie na Aristotelově univerzitě v Soluni. Paleoenvironment, botanika, rybolovná technika, nástroje a keramika byly neoficiálně zveřejněny v červnu 2000 v řeckém archeologickém časopise Επτάκυκλος a dále Hourmouziadisem v roce 2002. Rekonstrukce obydlí obyvatel jezera poblíž naleziště má přilákat řecké i zahraniční turisty.
Sídlo se jeví obydlené po dlouhé období od posledního období střední doby kamenné (neolitu), 5600-5000 př. n. l., do pozdního neolitu (3000 př. n. l.). Byla vyzdvižena řada nalezených předmětů včetně keramiky, dřevěných stavebních prvků, semena, kosti, sošky, osobní ornamenty, flétny a ten nejpříznačnější nález, dřevěná Dispilijská tabulka s údajným nápisem datovaná do roku 5260 př. n. l.